# VHDL-AMS
VHDL-AMS és un derivat del llenguatge de descripció de maquinari VHDL (estàndard IEEE 1076-1993). Inclou extensions de senyal analògic i mixt (AMS) per tal de definir el comportament dels sistemes de senyal analògic i mixt (IEEE 1076.1-1999).
L'estàndard VHDL-AMS es va crear amb la intenció de permetre als dissenyadors de sistemes de senyal analògic i mixt i circuits integrats crear i utilitzar mòduls que encapsulin descripcions de comportament d'alt nivell, així com descripcions estructurals de sistemes i components.
VHDL-AMS és un llenguatge de modelatge estàndard de la indústria per a circuits de senyal mixt. Proporciona semàntica de modelatge en temps continu i basat en esdeveniments, de manera que és adequat per a circuits analògics, digitals i mixtes analògics/digitals. És especialment adequat per a la verificació de circuits integrats analògics, de senyal mixt i de radiofreqüència molt complexos.

## Exemple de codi
A VHDL-AMS, un disseny consisteix com a mínim en una entitat que descriu la interfície i una arquitectura que conté la implementació real. A més, la majoria de dissenys importen mòduls de biblioteca. Alguns dissenys també contenen múltiples arquitectures i configuracions.
Un díode ideal senzill a VHDL-AMS semblaria així:
```
library
 
IEEE
;

use
 
IEEE.math_real.
all
;

use
 
IEEE.electrical_systems.
all
;

-- this is the entity

entity
 
DIODE
 
is

 
generic
 
(
iss
 
:
 
current
 
:=
 
1
.
0
e
-
14
);
 

 
port
 
(
terminal
 
anode
,
 
cathode
 
:
 
electrical
);
 

end
 
entity
 
DIODE
;

architecture
 
IDEAL
 
of
 
DIODE
 
is

 
quantity
 
v
 
across
 
i
 
through
 
anode
 
to
 
cathode
;

 
constant
 
vt
 
:
 
voltage
 
:=
 
0
.
0258
;
 

begin

 
i
 
==
 
iss
 
*
 
(
exp
(
v
/
vt
)
 
-
 
1
.
0
);

end
 
architecture
 
IDEAL
;

```

## Simuladors VHDL-AMS
- ANSYS Simplorer
- Cadence Virtuoso AMS Designer
- Integració de Dolphin SMASH
- Mentor Graphics Aquesta ADMS
- Mentor Graphics SystemVision
- Sinopsi SaberRD